# Blauwstraat 1 / Hoogstraat 23 te Gouda
Het pand op de hoek van de Blauwstraat en de Hoogstraat in de Nederlandse stad Gouda is een gemeentelijk monument.

## Beknopte geschiedenis
Sinds de 14de eeuw is op dit perceel bebouwing bekend. Na een grote brand in 1527 is de grond opnieuw uitgegeven. Van circa 1840 tot circa 1965 is in dit winkelpand een brood-, koek- en banketbakkerij gevestigd. De bakkerij annex woonhuis en winkel werd in 1890 verbouwd of herbouwd. Rond 1900 was het pand in gebruik bij de banketbakker Verhoeff, wiens bakkerij klanten in binnen- en buitenland bediende. Het pand is mede vanwege het grote belang voor het historisch karakteristieke beeld ter plaatse binnen het beschermde stadsgezicht van Gouda op de gemeentelijke monumentenlijst geplaatst.

## Beschrijving
Zowel de voor- als de zijgevel zijn als lijstgevel uitgevoerd in een eclectische stijl. Materiaalbehandeling en lijsten accentueren de horizontale geleding. Dit wordt gezien als een gaaf voorbeeld van een bouwstijl uit het laatste kwart van de 19-de eeuw. Van belang is dat bouwmassa en detaillering zich praktisch gesproken nog in oorspronkelijke staat bevinden.

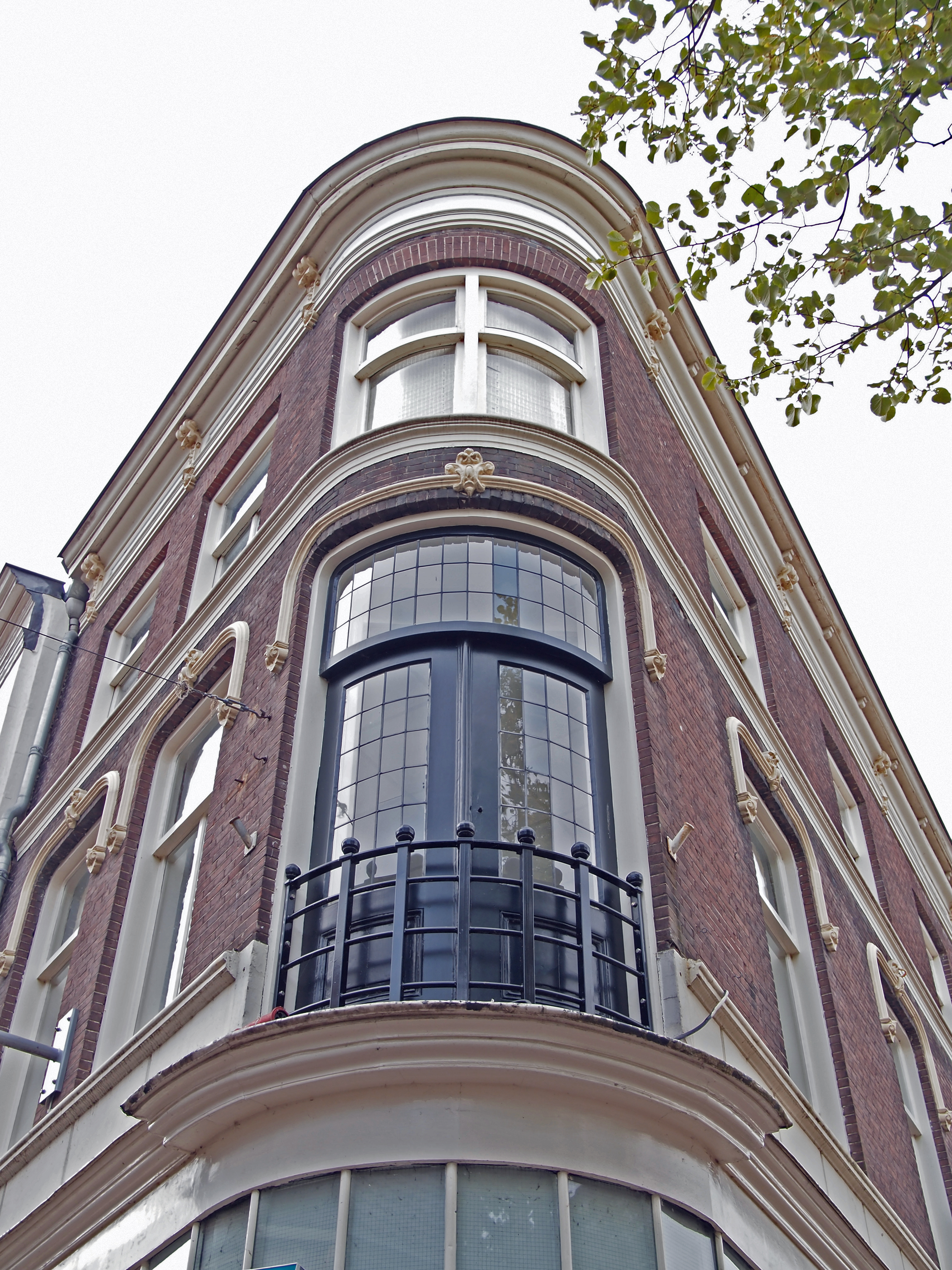
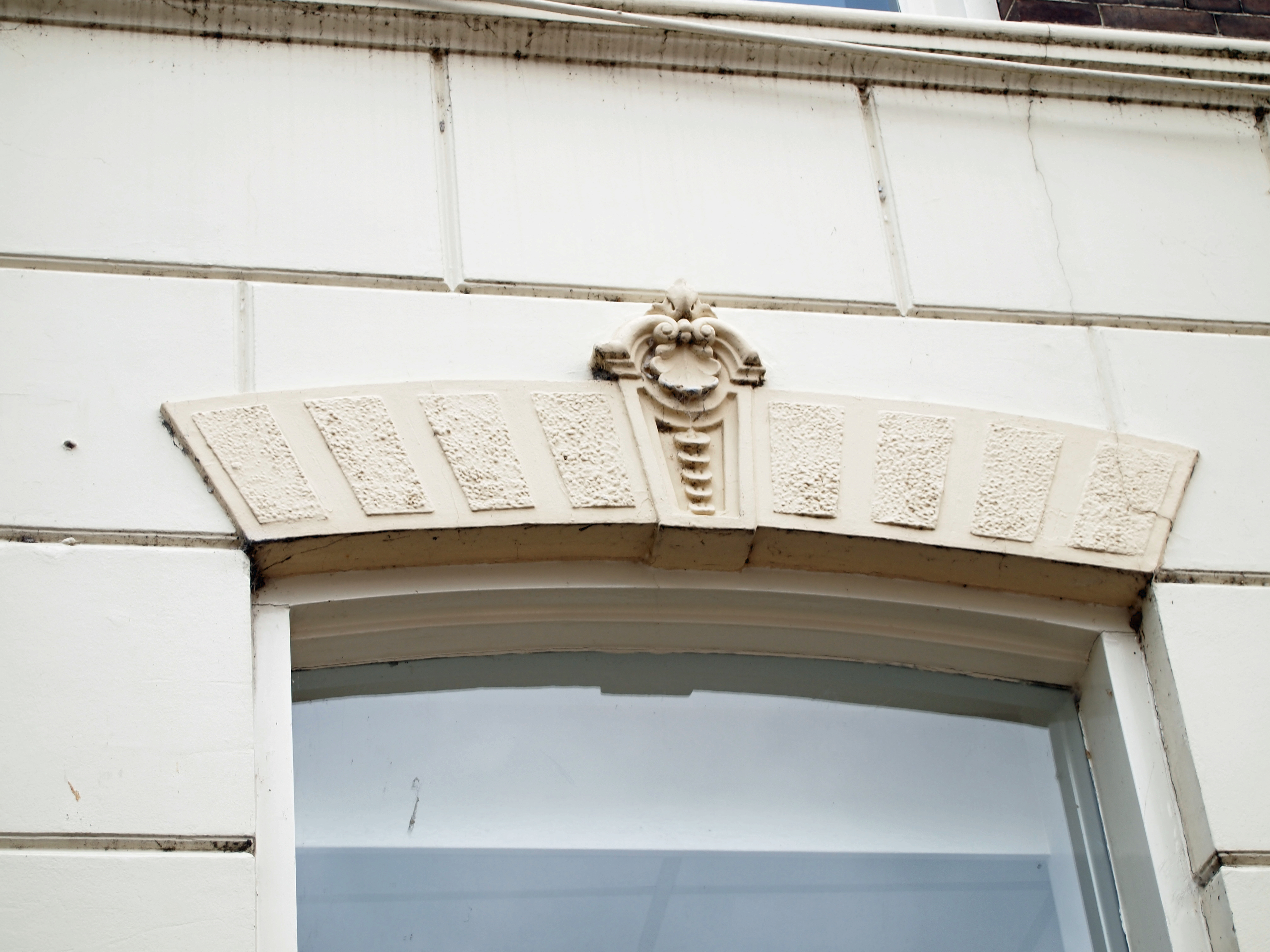
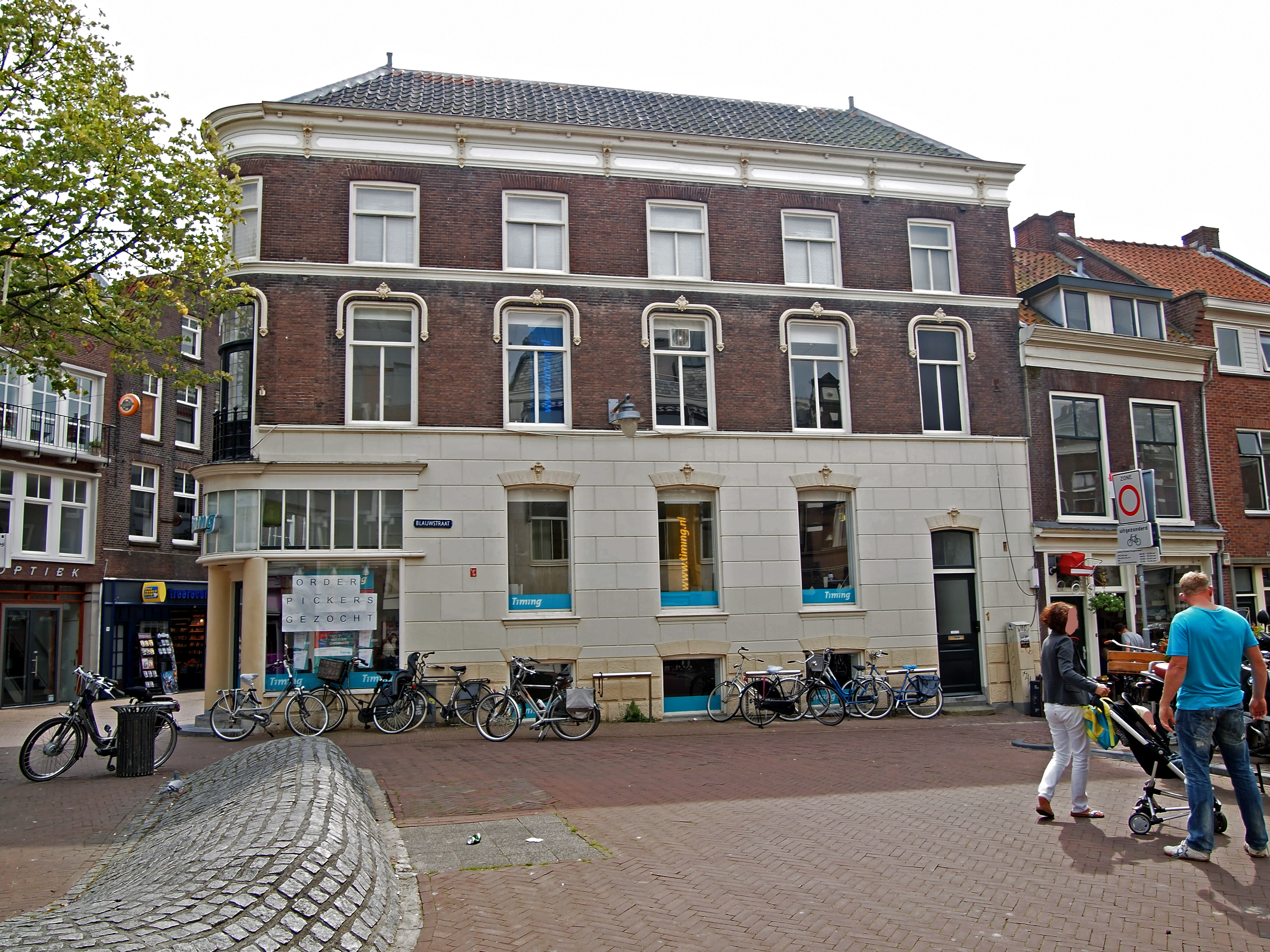